# Lieutenant-général (Frankreich)

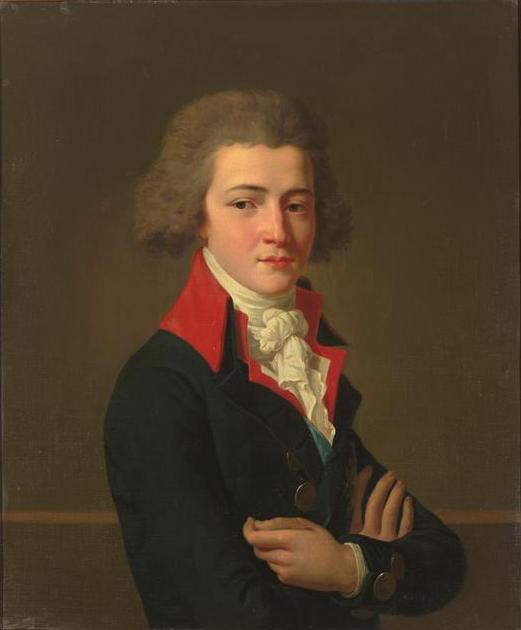
Louis Philippe d’Orléans, der letzte Lieutenant-général du royaume

Der Lieutenant-général war ein Titel im Frankreich des Ancien Régime. Er wurde von mehreren höheren Offizieren geführt.
Im Allgemeinen wurde dieser Titel vom König auf solche Personen übertragen, die er in bestimmten Funktionen als seine Stellvertreter betrachtete.
Im französischen Militär existiert der Dienstgrad des Lieutenant-général nicht, bzw. bestand nur zeitweise in der Vergangenheit. Aktuell entspricht ihm der (am 17. März 1921 geschaffene) Rang des Général de corps d’armée.

## Lieutenant-général de province
Der Lieutenant-général de province war für gewöhnlich eine Person des Hochadels, die den König in einer königlichen Provinz vertrat. Seine Rolle sollte darin bestehen, den Gouverneur zu unterstützen was aber rein theoretischer Natur war.
Dieser Posten war vom König jedoch nur geschaffen worden, damit sich die beiden Herren gegenseitig neutralisieren sollten, um so den möglichen Versuch einer Rebellion gegen ihn zu verhindern.
Geschaffen im 17. Jahrhundert war der Posten bis zum Ende des 18. Jahrhunderts eine reine, gut besoldete Ehrenstelle geworden. Der Inhaber des Titels residierte bei Hofe und begnügte sich damit, die Einkünfte einzustreichen, anstatt sich mit wirklicher Arbeit abzumühen. Mehr noch, gingen die Könige dazu über, den Söhnen die Posten der Väter weiterzugeben, weswegen der lieutenant-général de province quasi ein Erbfall in den betroffenen Adelsfamilien wurde.
Nicht zu verwechseln mit dem lieutenant-général ist der lieutenant du roi. Letzterer war dem lieutenant-général unterstellt und mit ähnlichen Aufgaben betraut – er repräsentierte den König in den Provinzen, war jedoch weit weniger angesehen.

## Lieutenant-général de bailliage
Der Lieutenant-général de bailliage oder sénéchaussée war berufen, den bailli oder sénéchal in juristischen Fragen zu beraten.

## Lieutenant-général de police
Der Titel eines Lieutenant-général de police wurde 1667 in Paris eingerichtet, er war mit der Strafverfolgung beauftragt. Im Laufe des Jahres 1699 wurden auch in den anderen größeren Städten Frankreichs ein lieutenant-général de police etabliert.

## Lieutenant-général du royaume
Der Titel eines Lieutenant-général du royaume (Generalleutnant des Königreichs) wurde vom König nur zeitweilig vergeben. Er sollte im Falle von Krisen als hochrangige Persönlichkeit mit einem angesehenen Namen und genügend Autorität den König zu vertreten in der Lage sein.
Mit dem Titel waren betraut:
- Charles V.  von 1356 bis 1358 – während der Gefangenschaft seines Vaters Jean II. in England.
- Le dauphin Charles, mit 14 Jahren 1417 ernannt, da sein Vater,  Charles VI. geisteskrank war.
- Charles de Melun, Grand maître de France auch Connétable de France, der am  20. August 1468 in Petit-Andely enthauptet wurde.
- der Duc de Guise  1558 und 1560.
- der Duc d’Anjou  1567.
- der Charles II. de Lorraine, duc de Mayenne  1589.
- der Cardinal-duc de Richelieu  1629.
- Emmanuel Herzog von Croÿ 1759.
- der comte d’Artois  1814,
- der Duc d’Orléans am 31. Juli 1830.

## Lieutenant général de l’Empire
Während des Ersten Kaiserreichs wurde 1814 der Titel Lieutenant général de l’Empire geschaffen für Joseph Bonaparte, der als kaiserlicher Stellvertreter in der Hauptstadt Paris fungierte (und nochmals 1815 während der Herrschaft der Hundert Tage).

## Lieutenant-général des armées
Der Lieutenant-général des armées bzw. Lieutenant-général des armées navales für die Marine (auch Lieutenant-général des armées du Roi bzw. Lieutenant-général des armées navales du Roi) war ein höherer Titel in der militärischen Hierarchie des Ancien Régime und für Bürgerliche nicht zu erreichen. Über ihm stand nur der maréchal de France und der colonel général der jeweiligen Waffengattung in der Armee, sowie dem Amiral de France und dem Vice-amiral de France in der Marine. Es handelte sich um einen reinen Titel und war kein militärischer Rang. Er diente nur dazu, seinem Träger ein lukratives Einkommen zu sichern.

### Übersicht
- Claude François Bidal, 1er marquis d’Asfeld
- Jacques Bazin de Bezons, marquis de Bezons
- Ferdinand de La Baume
- Nicolas Auguste de La Baume
- Victor-Maurice, comte de Broglie
- Charles-Juste de Beauvau
- Jacques de Castelnau-Bochetel
- Antoine Ricouart d’Hérouville
- François Louis de Bourbon, prince de Conti

### Während und nach der Revolution
Am 25. Februar 1793 wurde der Lieutenant-général zu einer militärischen Funktion umgewandelt. Es betraf einen Général de division in seiner Eigenschaft als Kommandant eines Armeekorps. Von König Ludwig XVIII. am 16. März 1814 wieder abgeschafft, wurde er von Napoleon während der Herrschaft der Hundert Tage erneut eingeführt und überdauerte bis zum 28. Februar 1848. Für den Kommandanten eines Armeekorps wurde dann der Rang Général de corps d'armée eingeführt.